# Nicolás Bianchi Arce
Nicolás Alexis Bianchi Arce (Buenos Aires, 29 gennaio 1987) è un ex calciatore argentino, di ruolo difensore.

## Caratteristiche tecniche
Gioca come difensore centrale.

## Carriera
Dopo aver giocato nella massima serie argentina con San Lorenzo e Club Olimpo e in quella greca con l'AEK Atene, l'8 gennaio 2013 viene tesserato a titolo definitivo dal Pescara approdando così in Serie A, dove debutta il 20 gennaio successivo nella gara interna col Torino persa per 0-2. Chiude la stagione con 10 presenze senza reti e la retrocessione in Serie B della sua squadra.

## Palmarès
Campionato argentino di seconda divisione: 1 
Banfield: 2013-2014